# SANKYOレディースオープン
SANKYOレディースオープンは、2000年から2011年まで毎年10月第1週から第2週にパチンコ台製造メーカーのSANKYOの主催で、同社の創業地である群馬県を舞台に行われていた日本女子プロゴルフ協会公認による女子プロゴルフトーナメントの一つ。
大会の会場は2000年の第1回大会から2009年の第10回までは桐生市にある赤城カントリー倶楽部で開催されていたが、2010年の第11回大会からはSANKYOの関連会社が運営する高崎市吉井町の吉井カントリークラブで開催されていた。
2004年の北田瑠衣、2006年の諸見里しのぶなど若手女子ゴルファーの登竜門として知られていた大会だったが、2011年11月30日、2011年限りでの大会終了が発表された。2011年実績、賞金総額1億円、優勝賞金1800万円。

## 歴代優勝者
※カッコ内は優勝スコア
- 第1回（2000年）： 不動裕理（-10）
- 第2回（2001年）： 山口裕子（-9）
- 第3回（2002年）： 木村敏美（-9）
- 第4回（2003年）： 李知姫（-12）
- 第5回（2004年）： 北田瑠衣（-4）
- 第6回（2005年）： 李知姫（-8）[2]
- 第7回（2006年）： 諸見里しのぶ（-1）
- 第8回（2007年）： 金昭ヒ[3]（-7）
- 第9回（2008年）： 若林舞衣子（-8）
- 第10回（2009年）： 宮里藍（-4）
- 第11回（2010年）： アン・ソンジュ（-10）
- 第12回（2011年）： アン・ソンジュ（-9、大会連覇）

## テレビ・ラジオ中継
- 2000年の第1回大会から2003年の第4回大会まではテレビ朝日系列での放送だったが、2004年の第5回大会から2011年の第12回大会まではテレビ東京系列及びBSデジタル放送のBSジャパンに移行して放送していた[4]。テレビ朝日系列で放送していた時には赤城カントリー倶楽部のコース監修を行った杉原輝雄が解説を務めていた。またCS放送のゴルフネットワークでも放送されていた。
- 2010年以降はテレビ東京の子会社InterFM及びコミュニティFM局のラジオ高崎でもダイジェストや特別番組が放送されていた。

## その他
- 2006年の第7回大会及び2008年の第9回大会、2009年の第10回大会のプレゼンターに当時SANKYOのCMキャラクターを務めていた志村けんが登場していた。表彰式の際に優勝選手とともに志村の代表的なギャグ「アイーン」をするのが恒例となっていた。

## 参考
- 日本女子プロゴルフ協会 SANKYOレディースオープン